# Бочков, Валерий Александрович
Валерий Александрович Бочков (12 декабря 1954 — 18 декабря 2020) — полковник КГБ СССР и ФСБ РФ, сотрудник группы «А» («Альфа») 7-го управления КГБ СССР (позже Центра специального назначения ФСБ).

## Биография

### Ранние годы
Валерий Александрович Бочков родился 12 декабря 1954 года в деревне Минькино Афанасьевского района Кировской области. Срочную службу проходил в 1973—1975 годах в РВСН в Орджоникидзе и Виннице, позже учился в 1975—1979 годах в Высшей Краснознамённой школе КГБ СССР имени Ф. Э. Дзержинского. Служил оперуполномоченным в Особом отделе 3-го главного управления КГБ СССР, осуществляя контрразведку на казармах, где жили военные строители. 30 августа 1980 года зачислен в состав группы «А» 7-го управления КГБ СССР (она же спецподразделение «Альфа»), в 5-м отделении прослужил 6 лет.

### Группа «А»
В 1984 году Бочков проходил службу в Афганистане, в пустыне Андхой в составе двух десантно-штурмовых маневренных групп (Керкинской и Пянджской); участвовал в «зачистке» кишлаков от душманов. В составе группы «А» также участвовал в нескольких операциях по освобождению заложников. 8 марта 1988 года его группа должна была прибыть для освобождения захваченных в Ту-154 заложников членами ансамбля «Семь Симеонов», однако местное подразделение милиции организовало само штурм, завершившийся трагической гибелью нескольких заложников, сожжением самолёта и ликвидацией террористов на месте. С 1 по 3 декабря 1988 года также участвовал в операции «Гром» по освобождению детей, взятых в заложники Павлом Якшиянцем, которая завершилась не только спасением всех заложников, но и задержанием Якшиянца в Израиле. По собственным воспоминаниям, Бочков лично приносил деньги, огнестрельное оружие и бронежилеты Якшиянцу, который требовал всё это в обмен на жизни детей.

### Командировки в Афганистан
С ноября 1989 по декабрь 1991 года Бочков находился в двух командировках в Афганистане. В ходе первой он занимал должность советника в Министерстве государственной безопасности ДРА и работал над созданием аналога спецподразделения «Альфа» в Афганистане. По его словам, всего за месяц он подготовил «Положение о спецподразделении». В 1990 году Бочков со своими людьми предотвратил попытку государственного переворота, который предпринял министр обороны Шахнаваз Танай: его люди не понесли потерь и даже сбили самолёт мятежников. В то же время Бочков занимался организацией охранно-оборонительных мероприятий советского посольства, которое было обстреляно во время мятежа. С августа по декабрь 1991 года находился во второй командировке по приглашению, причём, по заявлению афганцев, в связи с августовскими событиями все рейсы из Москвы в Кабул были отменены.

### В Российской Федерации
20 декабря 1991 года Бочков вернулся из Кабула. После распада СССР он продолжил службу в Управлении по борьбе с терроризмом при Министерстве безопасности РФ. Продолжал службу в составе разных структур, в том числе Федеральной службе контрразведки и Федеральной службе безопасности. С марта 1995 по март 1998 года неоднократно выезжал в оперативно-боевые командировки в Чечню, побывав в разрушенном войной Грозном. Вёл переговоры с семьёй Автурхановых, чей тейп был самым влиятельным в Надтеречном районе Чечни, и охранял Умара Автурханова, отправляясь в походы против войск ЧРИ. В 1996—1998 годах — заместитель начальника 8-й службы ФСК и ФСБ Российской Федерации. В отставке с 1998 года, работал на руководящих должностях в системе негосударственной безопасности.

### После отставки
В 1998 году Бочков начал службу в частном охранном предприятии «Квант-В», а 28 ноября 2000 года вместе со своим другом Владимиром Кузнецовым создал охранное предприятие под названием «Агентство безопасности „Альфа-Квант“»: позже в структуре «Альфа-Квант» появились сразу три фирмы. Охранное предприятие участвовало в расследовании дела о попытке заказного убийства, которое пытался организовать режиссёр Леонид Монастырский: он пытался избавиться от жены, дочери и зятя, чтобы не дать им заполучить его пятикомнатную квартиру в Москве. Его охранник, сотрудник ЧОП «Альфа-2007» Игорь Галтелов в мае 2008 года получил заказ на убийство, после чего сообщил об этом в Главное управление МВД по ЦФО. В итоге Монастырского задержали 16 июля 2008 года, а 3 декабря он был приговорён к 6 годам тюрьмы.
Валерий Бочков скончался 18 декабря 2020 года.

## Награды
Отмечен следующими наградами:
- медаль «За боевые заслуги» (1985) — после первой командировки в Афганистан
- орден Красного Знамени (1989) — за освобождение заложников в ходе операции «Гром»
- орден «За храбрость» ДРА (1990) — по результатам двух командировок в Афганистане
- орден Мужества (1995) — участник командировки в Чечне
- ряд иных медалей[1]